# (73617) 2437 T-3
(73617) 2437 T-3 – planetoida z pasa głównego asteroid okrążająca Słońce w ciągu 4,35 lat w średniej odległości 2,67 j.a. Odkryta 16 października 1977 roku.